# Andrés Mayoral

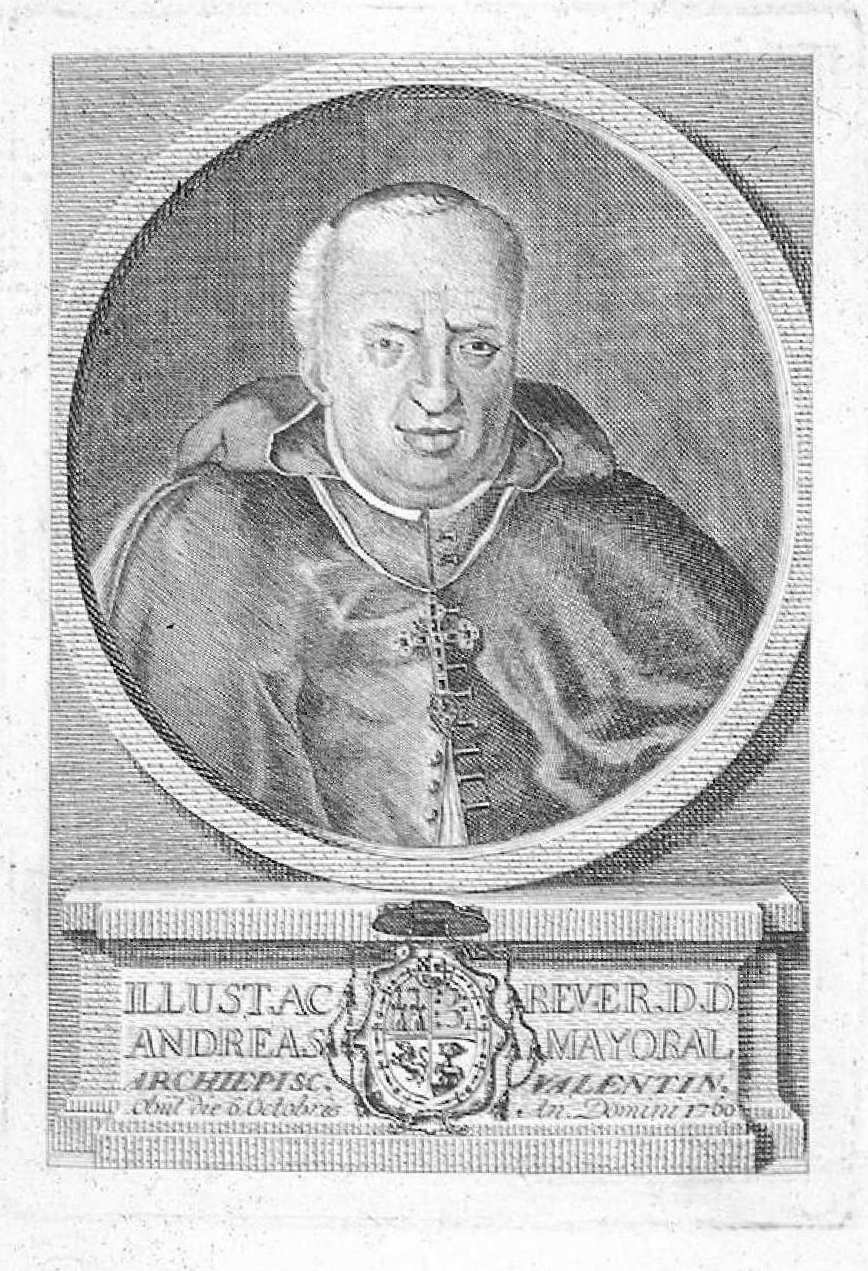
Andrés Mayoral Alonso de Mella, grabado a buril anónimo, Biblioteca Nacional de España. En la ilustración: «Illust. ac Rever. D. D. Andreas Mayoral Archiepisc. Valentin. Obiit die 6 Octobris An. Domini 1769»"

Andrés Mayoral Alonso de Mella, conocido como el Arzobispo Mayoral (Molacillos, Zamora, 15 de marzo de 1685 -  Valencia, 6 de octubre de 1769) fue un eclesiástico español.

## Biografía
Estudió en la Universidad Complutense de Alcalá de Henares y en la Universidad de Salamanca. Al finalizar sus estudios ocupó la canonjía magistral de León. Fue canónigo lectoral en Sevilla y obispo de Ceuta del 9 de abril de 1731 hasta 1737. En Ceuta promovió la construcción del sagrario de la catedral.
En 1737 Felipe V lo propuso para el Arzobispado de Valencia, siendo ratificado por el papa Clemente XII el 25 de enero del mismo año. Tomó posesión el 31 de marzo de 1738 mediante procurador, y el 8 de septiembre hizo su entrada en la sede.
En Valencia se dedicó a contrarrestar la influencia de los enciclopedistas franceses y sus ideas racionalistas, para lo cual impulsó la creación de centros docentes, como la Casa de Santa Rosa de Lima, el Seminario Andresiano y otros colegios en la ciudad de Valencia, así como la Casa de la Enseñanza de Játiva. Fundó así mismo la biblioteca pública del Palacio Arzobispal, con más de 12.000 volúmenes. En 1761 creó el Museo Diocesano.
Se preocupó por sanear la administración arzobispal, llevando una esmerada contabilidad de los bienes catedralicios. Cortó los abusos en el culto y los sacramentos: en 1763 prohibió las procesiones de disciplinantes.
Fue benefactor del Hospital General, del Colegio Imperial de Huérfanos de San Vicente y de la Casa de la Misericordia.
En 1762 dispuso que los libros parroquiales se escribieran en castellano.
| Predecesor: Fray Tomás del Valle    | Obispo de Ceuta 1731-1738       | Sucesor: Miguel de Aguiar de Padilla |
| Predecesor: Andrés Orbe Larreátegui | Arzobispo de Valencia 1738-1769 | Sucesor: Tomás de Azpuru             |